# Milton (miasto)
Milton – miasto w Stanach Zjednoczonych, w stanie Vermont, w hrabstwie Chittenden.